# Orihivka, Prîazovske
Orihivka (în ucraineană Оріхівка) este un sat în comuna Novospaske din raionul Prîazovske, regiunea Zaporijjea, Ucraina.

## Demografie
Componența lingvistică a localității Orihivka
     Ucraineană (88,64%)
     Rusă (10,25%)
     Bulgară (1,11%)
Conform recensământului din 2001, majoritatea populației localității Orihivka era vorbitoare de ucraineană (88,64%), existând în minoritate și vorbitori de rusă (10,25%) și bulgară (1,11%).